# Mạnh Thường quân
Mạnh Thường quân (chữ Hán: 孟尝君, ? - 279 TCN) tên thật là Điền Văn (田文), thuộc tông thất nước Tề, làm Tể tướng nước Tề thời Chiến Quốc, và là một trong Chiến Quốc tứ công tử. Ông là một nhà chính trị tài năng, nổi tiếng vì quý trọng nhân tài, chiêu hiền đãi sĩ nên trong nhà lúc nào cũng có trên cả ngàn thực khách.
Tước hiệu "Mạnh Thường quân" về sau trở thành danh từ chỉ những người hào hiệp, hảo tâm sẵn sàng quyên tiền để làm từ thiện. Tuy nhiên, ông chỉ dùng tiền để nuôi kẻ sĩ, môn hạ nhằm củng cố quyền lực, địa vị, danh tiếng, nên dùng Mạnh Thường Quân để chỉ những nhà từ thiện là không chính xác.

## Thân thế
Phụ thân của ông là Điền Anh, con thứ của Tề Uy vương (vua thứ ba của Điền Tề), em khác mẹ với Tề Tuyên vương (vua thứ tư của Điền Tề). Thời Tuyên vương đã phong cho Điền Anh làm Tướng quốc, phong cho ở đất Tiết (nay thuộc đông nam Sơn Đông), gọi là Tĩnh Quách quân.
Điền Văn chỉ là con vợ thứ của Điền Anh. Do ông sinh ra ngày 5 tháng 5, phong tục cho rằng đứa trẻ sinh ngày này sẽ hại cha mẹ, nên Điền Anh bảo mẹ ông bỏ ông, nhưng mẹ ông không nghe theo mà lén nuôi ông lớn. Sau này mẹ ông dắt ông đến gặp cha, ban đầu Điền Anh không bằng lòng, nhưng sau đó Điền Văn đã thể hiện là người có năng lực, dùng lời lẽ thuyết phục cha về phương hướng phát triển thế lực họ Điền lớn mạnh. Điền Anh bị Điền Văn thuyết phục, giao việc cho ông và chọn làm người kế vị.
Sau khi Điền Anh qua đời, Điền Văn lên kế tập, cai quản ấp Tiết, còn gọi là Tiết công (薛公), phong hiệu gọi là Mạnh Thường quân.

## Sự nghiệp

### Chiêu nạp môn khách
Từ khi gặp lại cha, Điền Văn ra sức thuyết phục Điền Anh về phương pháp dùng tài sản trong nhà một cách hữu ích nhất vào việc thu hút thực khách để gây thế lực. Điền Anh giao việc này cho ông và công việc lập tức có hiệu quả.
Đến khi kế vị cha, ông tiếp tục chiêu tập rất nhiều khách. Phàm ai đến với ông, cũng đều được giữ lại cung phụng ăn uống. Loại người này được gọi là môn khách hay thực khách.
Theo nói lại, trong nhà Mạnh Thường quân thường có ba ngàn thực khách, trong đó rất nhiều người thực ra không có tài năng gì, chỉ nhằm kiếm ăn mà thôi. Mạnh Thường Quân về nước Tề, được làm tướng quốc. Thực khách của ông ngày càng nhiều, có hơn 3000 người danh tiếng. Ông chia môn khách làm mấy bậc; Loại thứ nhất đi đâu cũng có xe ngựa, loại thứ hai ăn cơm có thịt cá, còn loại thứ ba chỉ có gạo thô và rau dưa mà thôi.
Một hôm, có người tên là Phùng Hoan yết kiến ông. Mạnh Thường quân hỏi: "Khách có điểm gì hay", Phùng Hoan bảo: "Tôi không có gì hay cả". Lại hỏi: "Khách có tài gì". Phùng Hoan lại trả lời không. Mạnh Thường quân cho vào hạng khách thấp nhất.
Phùng Hoan từ khi vào nhà ông, suốt ngày cầm kiếm hát: "Kiếm ơi, về thôi, ăn cơm mà không có cá". Có người nói với Mạnh Thường quân, ông bèn cho Phùng Hoan vào hàng khách được ăn cá. Nhưng Phùng Hoan vẫn chưa hài lòng, hát rằng: "Kiếm à, về thôi, đi ra ngoài mà không có xe!". Mạnh Thường quân bèn cho Hoan vào hàng khách được ngồi xe. Phùng Hoan lại hát: "Kiếm ơi! về đi thôi! chẳng có gì gửi về nhà giúp đỡ!". Mạnh Thường quân hỏi nhà Phùng Hoan có thân nhân không, Phùng Hoan nói có mẹ già, Mạnh Thường quân bèn chu cấp cho mẹ Hoan.
Mạnh Thường quân để có tiền nuôi khách nên cho dân ấp Tiết vay, nhiều người trốn nợ. Phùng Hoan xin ông cho mình thay mặt đòi. Khi thu tiền, Phùng Hoan cho thiêu huỷ hết giấy nợ, dân chúng tung hô rất nhiều. Khi về phủ, Mạnh Thường quân hỏi về việc thu nợ, Hoan nói rằng đã dùng hết để mua Chữ Đức cho ngài rồi. Mạnh Thường quân trách móc mãi. Sau này, khi bị thất sủng không còn chốn dung thân thì Mạnh thường Quân quay về đất Tiết. Được người dân tiếp đón nồng hậu. lúc này Phùng Hoan mới nói Chữ Đức tôi mua cho ngài là đây. Tiêng tăm của Mạnh Thường Quân ngày càng vang dội.

### Trốn thoát khỏi Tần
Năm 298 TCN, Mạnh Thường quân Điền Văn đi sứ sang Tần. Khi Mạnh Thường quân sang Hàm Dương, mang theo rất nhiều môn khách. Tần Chiêu Tương vương thân hành tiếp đãi họ, Mạnh Thường quân biếu Tần Chiêu Tương vương một chiếc áo lông chồn toàn màu trắng làm lễ ra mắt. Tần Chiêu Tương vương biết đó là loại da chồn bạc rất quý, liền vui mừng tiếp nhận và cất vào trong kho riêng.
Chiêu Tương vương nghe Mạnh Thường quân Điền Văn là người hiền, muốn giữ lại, bèn nghĩ ra kế nếu Điền Văn quy phục sẽ phong tướng. Nhưng có người nói với ông: "Điền Văn là quý tộc nước Tề, có rất nhiều tay chân. Nếu ông ta làm thừa tướng thì nhất định sẽ toan tính những việc có lợi cho nước Tề, trở thành mối nguy cho nước Tần ta".
Tần Chiêu Tương vương nói: "Nếu thế, thì để ông ta về thôi". Họ nói: "Ông ta ở đây đã lâu, biết hầu hết mọi việc của nước Tần, sao có thể dễ dàng để ông ta về được?". Tần Chiêu Tương Vương liền giam lỏng Mạnh Thường quân lại.
Mạnh Thường quân rất lo lắng, dò biết Tần Chiêu Tương vương có một sủng phi rất được yêu mến, liền nhờ người cầu cứu bà ta. Sủng phi đó sai người nói lại: "Nhờ ta nói giùm với đại vương thì không khó, nhưng ta thích có một áo bằng lông chồn bạc". Mạnh Thường quân bàn với các môn khách: "Ta chỉ có một cái áo, đã biếu vua Tần rồi, làm thế nào đòi lại được?".
Một môn khách nói: "Tôi có cách để lấy được chiếc áo đó". Ngay đêm hôm đó, môn khách này mò vào Vương cung, ăn trộm được chiếc áo đó ra. Mạnh Thường quân đem áo lông chồn bạc biếu cho sủng phi. Nhận được áo, sủng phi đó liền khuyên vua Tần tha Mạnh Thường quân về nước. Chiêu Tương vương đồng ý, cấp cho giấy tờ thông hành để Mạnh Thường quân về. Khi Mạnh Thường quân nhận được giấy tờ, liền vội vã đi ra Hàm Cốc. Ông sợ Tần Vương đổi ý, liền vội vã thay đổi tên họ và chữa giấy thông hành. Đến cửa quan, vừa đúng nửa đêm. Theo quy định của nước Tần, mỗi buổi sớm, chỉ đến khi gà gáy mới được mở cửa quan cho người qua lại. Mọi người đang sốt ruột chờ sáng thì một môn khách giả làm tiếng gà gáy liên tiếp. Toàn bộ gà vùng xung quanh đều gáy ran. Người canh giữ nghe tiếng gà gáy, liền mở cửa quan, xét giấy tờ rồi cho Mạnh Thường quân đi. Tần Chiêu Tương vương quả nhiên hối lại, phái người đuổi theo, đến Hàm Cốc thì Mạnh Thường quân đã đi xa rồi. Sự tích này được gọi là Bắt gà trộm chó (雞鳴狗盜, Kê minh Cẩu đạo).
Khi sang nước Triệu, có người chê cười Mạnh Thường quân thấp bé, Điền Văn tức giận lập tức giết chết. Sau đó ông trở về nước Tề, được Tề Mẫn vương phong làm Tướng quốc.

### Bị thất sủng ở nước Tề
Tần Chiêu Tương vương nghe tin nước Tề trọng dụng Mạnh Thường quân thì rất lo ngại, liền ngầm sai người sang nước Tề phao tin đồn, nói Mạnh Thường quân mua chuộc lòng người để nhằm đoạt ngôi vua. Tề Mẫn vương nghi ngờ và tin theo những lời đồn đại đó, thấy Mạnh Thường quân thanh thế quá lớn, uy hiếp địa vị của mình. Năm sau, Tề Mẫn vương nói với Mạnh Thường Quân: "Quả nhân không thể lấy thần của tiên quân làm thần của mình", liền quyết định thu hồi tướng ấn của Mạnh Thường quân. Mạnh Thường quân bị cách chức, đành phải trở về đất phong của mình là đất Tiết.
Mạnh Thường quân từ đó mới hiểu ý Phùng Hoan. Lúc đó, hơn ba ngàn môn khách phần nhiều bỏ đi, chỉ còn Phùng Hoan và một số người đi theo đánh xe đưa ông về đất Tiết. Khi xe còn cách đất Tiết hàng trăm dặm, đã thấy dân chúng đất Tiết, già trẻ dắt díu nhau ra đón. Trước tình hình đó, Mạnh Thường Quân rất xúc động, nói với Phùng Hoan: "Tình nghĩa trước kia ông mua cho tôi, bây giờ mới thấy".
Sau đó, Mạnh Thường quân theo ý của Phùng Hoan, cấp cho Hoan một cỗ xe, 500 cần đồng đi sang nước Ngụy, nói với vua Ngụy: "Vua Tề bãi chức trọng thần Mạnh Thường Quân, đuổi về phong ấp, nếu quý quốc có thể thu nhận người này thì nhất định sẽ cường thịnh". Vua Ngụy sai sứ đến cầu Mạnh Thường quân, triều thần thấy vậy vội nói với Tề Mẫn vương không thể để mất Mạnh Thường quân, vua Tề đành sai sứ đến tạ tội với Mạnh Thường quân, phục chức Tướng quốc. Tân khách trước kia bỏ ông đi lại kéo về, Phùng Hoan khuyên ông bỏ hiềm khích mà thu dụng lại.
Năm 298 TCN, Mạnh Thường quân phát động hợp tung, cùng liên quân Ngụy, Hàn đánh nước Tần. Dưới sự chỉ huy của Mạnh Thường quân, quân 3 nước cùng tiến đến ải Hàm Cốc, thu được thắng lợi. Sang năm 297 TCN, quân 3 nước lại đánh bại quân Tần. Đến năm 296 TCN, Mạnh Thường quân lại chỉ huy liên quân đánh tới cửa Hàm Cốc lần thứ hai, chiếm được thành Diêm Thị.

### Cuối đời
Tuy nhiên năm 286 TCN, Tề Mẫn vương diệt nước Tống, sinh ra kiêu ngạo, muốn giết Mạnh Thường quân, Mạnh Thường quân bèn sang Ngụy.
Nguỵ Chiêu vương dùng ông làm tướng, liên minh với các nước Yên, Tần, Hàn, Triệu cùng đánh Tề. Quân Tề đại bại, Mẫn vương phải bỏ nước chạy rồi bị giết. Phần lớn nước Tề bị quân Yên chiếm đóng.
5 năm sau, nước Tề nhờ tông thất Điền Đan đuổi được quân Yên phục quốc. Từ đó Mạnh Thường quân giữ thái độ trung lập, không ngả theo ai. Vua Tề mới là Tương vương e ngại thế lực của ông, sai sứ đến giao hảo với ông.
Không lâu sau ông mất. Mấy người con ông tranh nhau quyền kế vị. Hai nước Tề, Nguỵ liên hợp tiêu diệt ấp Tiết. Vì vậy Điền Văn bị tuyệt tự không có người nối ngôi rồi kết thúc.